# Marco Loredan (bispo)
Marco Loredan (falecido em 1577) foi um nobre veneziano e senador da família Loredan que serviu como Bispo de Nona (hoje Nin, na Croácia) de 1554 a 1577 e como Administrador Apostólico e Arcebispo de Zara (hoje Zadar, na Croácia) de 1573 até à sua morte em 25 de junho de 1577.
Ele foi nomeado bispo de Nona pelo Papa Júlio III no dia 19 de novembro de 1554, cargo que ocupou até 1577. Mais tarde foi nomeado Administrador Apostólico em Zara pelo Papa Gregório XIII no dia 16 de novembro de 1573, onde permaneceu até à sua morte em 25 de junho de 1577.